# Albin Killat
Albin Killat (Alemania, 1 de enero de 1961) es un clavadista o saltador de trampolín alemán especializado en trampolín de 3 metros, donde consiguió ser medallista de bronce mundial en 1991.

## Carrera deportiva
En el Campeonato Mundial de Natación de 1991 celebrado en Perth (Australia), ganó la medalla de bronce en el trampolín de 3 metros, con una puntuación de 619 puntos, tras el estadounidense Kent Ferguson (oro con 750 puntos) y el chino Tan Liangde  (plata con 643 puntos).